# Геза II
Ге́за II (Ґеза II, угор. II. Géza; 1130—1162) — угорський король між 1141 та 1161 роками з династії Арпадів. 
Онук руської князівни Предслави Святополківни, правнук Великого князя Київського Святополка ІІ, прапраправнук Великого князя Київського Ярослава Мудрого.
Одружений з дочкою Великого князя Київського Мстислава Володимировича Єфросинією.
У 1146 році зупинив брата попереднього короля Іштвана ІІ, який хотів заволодіти Угорщиною та спирався на німців. Розраховував на хрестові походи французів (1147 року через Угорщину пройшов 2 хрестовий похід). Спираючись на Францію та норманські держави, успішно воював проти візантійського імператора Мануїла. Перебував у тісних зв'язках з Руссю (Ізяславом Мстиславичем), Сербією, яку заохочував до війни з Візантією, Чехією (Владиславом ІІ), Австрією, пізніше — німецьким імператором Фрідріхом І Барбароссою. Запросив саксонців з Рейнської області, яких поселив у Трансільванії та Закарпатті. У місті Лампертсасі (Берегове) німці вирощували виноград та добували в горах золото.

## Родина
Дружина — Єфросинія Мстиславівна
Діти:
- Стефан III (1147 – 4 березня 1172) — король Угорщини;
- Бела III (1148 – 23 квітня 1196) — король Угорщини;
- Єлизавета (1149 – 1189) — княгиня Богемії;
- Геза (1151 – 1210) — принц Угорщини;
- Арпад — помер в дитинстві;
- Одола (1156 – 1199) — Богемська князівна, дружина князя Святоплука;
- Ілона (1158 – 25 травня 1199) — княгиня Австрії;
- Маргарита (1162 – 1208) — княжна.

## Генеалогія
Геза II веде свій родовід, в тому числі, й від Великих князів Київських з роду Ярославичів та Ізяславичів.